# Flughafen Olaya Herrera

i7
i11
i13
Der Flughafen Olaya Herrera (spanisch Aeropuerto Olaya Herrera, IATA-Code: EOH, ICAO-Code: SKMD) ist der City-Flughafen der zweitgrößten kolumbianischen Stadt Medellín. Er bedient nur nationale Ziele, während vom ca. 50 km entfernten Flughafen Rionegro in Rionegro, auch internationale Ziele angeflogen werden können.
Der Flughafen wurde nach dem kolumbianischen Präsidenten Enrique Olaya Herrera (Amtszeit 1930–1934) benannt und ist der einzige Flughafen in der Liste der Nationalen Denkmäler Kolumbiens aufgeführt.

## Zwischenfälle
- Am 17. März 1947 kollidierte eine Lockheed C-60A-5-LO Lodestar der salvadorianischen TACA (Luftfahrzeugkennzeichen YS-28) zwölf Kilometer nordwestlich des Flughafens Medellin-Olaya Herrera mit einem Berg. Das Flugzeug war zuvor von eben jenem Flughafen gestartet. Alle acht Insassen starben.[3]

- Am 1. März 1950 stürzte eine Douglas DC-3/C-47-DL der kolumbianischen SAM Colombia (Sociedad Aeronautica Medellin) (HK-507) im Anflug auf den Flughafen Medellin-Olaya Herrera ab. Die Maschine war dort zu einem Testflug nach Reparaturen am Triebwerk Nr. 1 (links) gestartet, geriet bei der Rückkehr in Starkregen mit starken Fallböen und schlug im Gelände auf. Von den 4 Insassen kamen 2 ums Leben, der Erste Offizier und einer der beiden Mechaniker.[4]

- Am 24. November 1950 verunglückte eine Curtiss C-46D-15-CU Commando der kolumbianischen Líneas Aéreas del Caribe (LIDCA) (HK-330), die auf dem Weg nach Barranquilla war, in der Nähe des Flughafens Medellin. Nähere Einzelheiten sind derzeit nicht verfügbar. Beide Piloten, die einzigen Insassen auf dem Frachtflug, überlebten den Unfall.[5]

- Am 13. Juni 1951 kehrte eine Douglas DC-3/C-47A-50-DL der kolumbianischen SAM Colombia (Sociedad Aeronautica Medellin) (HK-504) direkt nach dem Start vom Flughafen Medellin-Olaya Herrera zu einer Notlandung zurück, stürzte jedoch nach der Kollision mit einem Schornstein im Stadtteil Belén ab. Das Flugzeug war auf dem Weg nach Cartagena. Die beiden Piloten, die einzigen Insassen des Frachtfluges, kamen ums Leben, außerdem eine Person am Boden.[6]

- Am 15. Februar 1953 wurde eine Curtiss C-46 Commando der kolumbianischen Lineas Interamericana Aérea (HK-606) bei der Landung auf dem Flughafen Medellin-Olaya Herrera irreparabel beschädigt. Alle sechs Insassen, fünf Besatzungsmitglieder und ein Passagier, überlebten den Unfall.[7]

- Am 25. Juni 1957 stürzte eine Curtiss C-46D Commando der kolumbianischen SAM Colombia (Sociedad Aeronautica Medellin) (HK-513) im Anflug auf den Flughafen Medellín bei Guarne ab. Es blieb ungeklärt, warum die aus Bogota kommende Maschine 17 Kilometer nordöstlich des Zielflughafens verunglückte. Die beiden Piloten, die einzigen Insassen des Frachtfluges, kamen ums Leben.[8]

- Am 16. September 1958 fiel an einer Curtiss C-46A Commando der kolumbianischen SAM Colombia (Sociedad Aeronautica Medellin) (HK-514) kurz nach dem Start vom Flughafen Medellin ein Triebwerk aus. Bei der Notlandung nordöstlich des Flughafens wurde das Flugzeug irreparabel beschädigt. Die beiden Piloten, einzigen Insassen des Frachtfluges, überlebten.[9]

- Am 31. März 1991 wurde nach Steuerungsproblemen mit einer Vickers Viscount 745D der kolumbianischen Intercontinental de Aviacion (Luftfahrzeugkennzeichen HK-1708) nach der Landung auf dem Flughafen Medellin-Olaya Herrera ein langer Riss im Hauptholm festgestellt. Vermutlich war der Riss schon bei einem Zusammenbruch des Fahrwerks am 14. Februar 1988 entstanden. Die beiden Piloten, einzige Insassen des Frachtflugs, überlebten den Sturzflug.[10]

- Am 15. Oktober 1992 verunglückte eine Douglas DC-8-55 der kolumbianischen LAC Líneas Aéreas del Caribe (HK-3753X) bei der Landung auf dem Flughafen Medellin-Olaya Herrera. Nach dem Aufsetzen ging die Richtungskontrolle verloren, die Maschine verließ die Landebahn nach links und das Bugfahrwerk brach zusammen. Alle drei Besatzungsmitglieder, die einzigen Insassen des Frachtfluges, überlebten. Das Flugzeug wurde irreparabel beschädigt.[11]

- Am 30. November 1996 kollidierte eine de Havilland Canada DHC-6-300 Twin Otter der kolumbianischen ACES Colombia (HK-2602) nach dem Start vom Flughafen Medellin-Olaya Herrera im Steigflug acht Kilometer westlich davon mit dem Berg Padre Amaya, nur knapp unterhalb des 2180 Meter hohen Gipfels. Von den 15 Insassen kamen 14 ums Leben, beide Piloten und 12 der 13 Passagiere.[12]